# Nowy Glinnik
Nowy Glinnik est une localité polonaise de la gmina de Lubochnia, située dans le powiat de Tomaszów Mazowiecki en voïvodie de Łódź.